# Clavodorum adriaticum
Clavodorum adriaticum är en ringmaskart som beskrevs av Katzmann 1973. Clavodorum adriaticum ingår i släktet Clavodorum och familjen Sphaerodoridae. Inga underarter finns listade i Catalogue of Life.